# إيفاندر كاين
إيفاندر كاين هو لاعب هوكي جليد كندي، ولد في 2 أغسطس 1991 في فانكوفر في كندا.

## وصلات خارجية
- إيفاندر كاين على موقع دوري الهوكي الوطني (الإنجليزية)
- إيفاندر كاين على موقع قاعة مشاهير الهوكي (لاعب أن.إتش.أل) (الإنجليزية)
- إيفاندر كاين على موقع EliteProspects.com (الإنجليزية)
- إيفاندر كاين على موقع HockeyDB.com (الإنجليزية)
- إيفاندر كاين على موقع Hockey-Reference.com (الإنجليزية)